# Gabriel Melkam
Chinwuza Gabriel Melkam (* 13. März 1980 in Lagos) ist ein ehemaliger nigerianischer Fußballspieler.

## Karriere
Melkam begann mit dem Fußballspielen in seiner Heimatstadt bei Stationary Stores FC Lagos. Später schloss er sich Kwara United Ilorin an, ehe er 1998 nach Deutschland wechselte. Bis 2001 spielte der Abwehrspieler drei Jahre für die SG Wattenscheid 09 in der 2. Bundesliga und der Regionalliga. 2001 wechselte er zurück in die zweite Liga zum Karlsruher SC, für den der Nigerianer in zwei Jahren 56 Spiele absolvierte und vier Tore schoss.

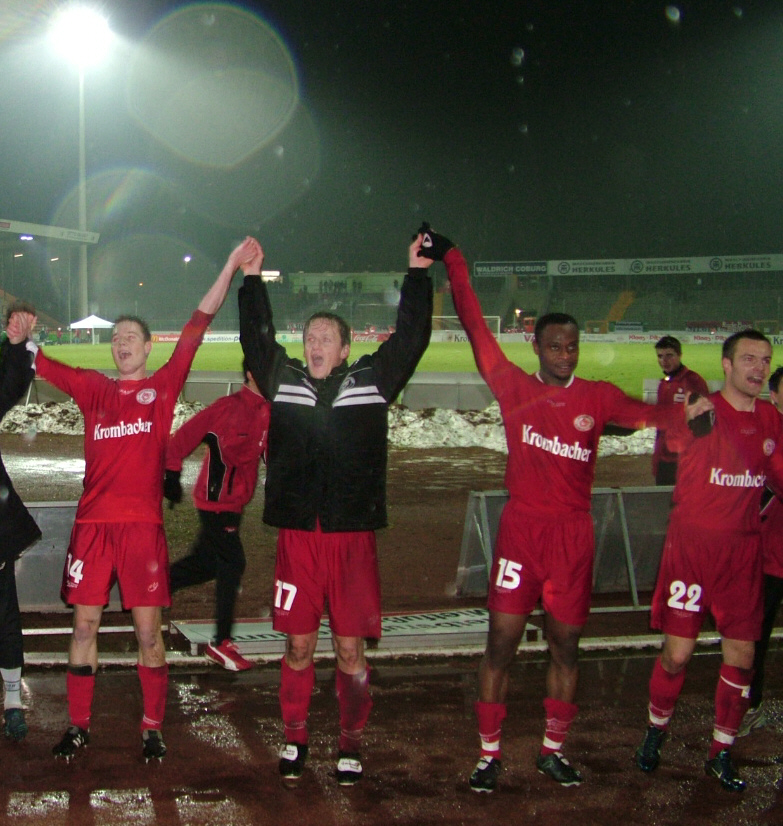
Gabriel Melkam (2. von rechts) im Trikot der Sportfreunde Siegen (zusammen mit Steffen Schmitt, Til Bettenstaedt und Lukáš Došek)

Im Sommer 2003 heuerte Melkam in der Fußball-Bundesliga bei Hansa Rostock an. Nachdem er an der Ostsee in der ersten Saison noch auf 18 Einsätze gekommen war, spielte er in der Folgesaison aufgrund eines Knorpelschadens im rechten Knie nur noch einmal. Nach dem Rostocker Abstieg ging der Verteidiger zu den Sportfreunden Siegen. Hier spielte er wieder regelmäßig, stieg jedoch als Tabellenletzter aus der 2. Bundesliga ab.
Melkam wechselte daraufhin in die Chinese Super League zu Xiamen Lanshi. Doch auch mit seinem neuen Verein musste er 2007 als Tabellenschlusslicht absteigen, wurde danach aber vom amtierenden Meister Changchun Yatai F.C. unter Vertrag genommen. Nach zwei Spielzeiten in Changchun wechselte er 2010 innerhalb der Liga zu Guangzhou Evergrande. Nachdem sich sein letzter Verein Qingdao Jonoon im Januar 2014 von Melkam trennte, beendete der Spieler nach kurzer Vereinslosigkeit seine Karriere.
Mit der nigerianischen Nachwuchs-Nationalmannschaft nahm Melkam 1999 an der Junioren-Fußballweltmeisterschaft teil. Beim Turnier in der Heimat erreichte er mit der Mannschaft das Viertelfinale.
Gabriel Melkams Bruder Innocent spielte zeitweise gemeinsam mit ihm beim KSC.